# Vụ án Mã Ngưu
Vụ án Mã Ngưu là một vở tuồng cải lương được soạn giả Đăng Minh công bố năm vào 1985 tại Thành phố Hồ Chí Minh. Ngay khi vừa công bố, vở tuồng cải lương này chiếm kỉ lục về doanh thu và mức quan tâm của khán giả Sài Gòn, cũng góp công đưa đôi nghệ sĩ Châu Thanh (vai Quách Vương) - Phượng Hằng (vai Thục Oanh) lên hạng sao.

## Lịch sử
Những năm sau ngày thống nhất, tình hình nội ô Sài Gòn thường chấn động vì những vụ sát nhân liều lĩnh, cướp giựt và bắt cóc tống tiền giữa thanh thiên bạch nhật. Do vậy, sở công an Thành phố Hồ Chí Minh phải lập những tổ chuyên án để thâm nhập thế giới ngầm, đồng thời khích lệ phong trào tố giác và truy bắt tội phạm trong dân gian, cấp phép đặc biệt cho các công dân tự nguyện tham gia trấn áp hành vi tội phạm. Những sự kiện đáng chú ý nhất trên mặt báo và trong dư luận lại trở ngược làm đề tài cho giới văn nghệ khai thác, nhờ thế gây nên cuộc chấn hưng ngắn ngủi trong sân khấu Việt Nam sau thời kì bị điện ảnh ngoại quốc đánh bạt.
Cuối năm 1984, ông Tám Vỹ - cán bộ sở công an Thành phố Hồ Chí Minh - kể trên mặt báo một sự kiện cảm động thiệp đến vụ triệt phá băng Tín Mã Nàm cuối thập niên 1970 mà ông là trưởng ban chuyên án. Nhân đấy, tài tử Đăng Minh - biên chế Đoàn cải lương Trung Hiếu (thuộc Phòng công tác chính trị Sở công an Thành phố Hồ Chí Minh) - soạn thành tuồng cải lương Vụ án Mã Ngưu, có gia giảm tình tiết và đổi tên nhân vật cho hợp không gian hư cấu. Do tuồng bắt trúng thị hiếu khán giả đương thời về thể loại trinh thám võ hiệp nên gây cháy vé ngay khi công diễn, trở thành một trong những kịch phẩm ăn khách nhất các thập niên 1980 và 1990.

## Nội dung
- Phần 1: Ly

Trước năm 1975, Quách Vương và Thục Oanh lấy nhau vì tình, tưởng đâu được sống mãi trong túp lều tranh hai trái tim vàng. Nhưng sau khi Thục Oanh sinh được mụn con gái thì gia cảnh lâm túng bấn, chồng phải đờn còn vợ thì ca, cả nhà lần hồi đi khất thực.
Trong một cuộc truy hoan tại nhà hàng nức tiếng đô thành, ông trùm sòng bài biệt danh Mã Ngưu vô tình thấy vợ chồng Quách Vương đi vào, mới thốt mê nhan sắc và giọng ca của Thục Oanh. Y bèn sai thuộc hạ bắt nàng về với lý do đầu tư cho làm ca sĩ chuyên nghiệp, dỗ nàng làm vợ chính, còn Quách Vương bị đánh tả tơi tới mức mù mắt. Đứa nhỏ tên Bé Tí bị bọn đàn em Mã Ngưu quẳng xuống sông Sài Gòn.
Nhưng kì thực Bé Tí thoát chết, nhờ người tài xế riêng của Mã Ngưu cảm thương nên qua mặt được bọn thủ hạ, lén đem về trả Quách Vương. Tự bấy Quách Vương cải hẳn tên họ, lại dẫn con đi ăn xin.
Mươi năm sau, khi đã chán chê Thục Oanh, Mã Ngưu chìm trong bồ bịch lăng nhăng, tiếp tục ép cưới thêm nhiều cô nữa và đẩy Thục Oanh xuống vai lẽ, rồi tới mức làm tôi đòi. Sau rốt, y bán Oanh cho những ông trùm khác để kiếm lời, khiến cô vào kiếp gái giang hồ.
- Phần 2: Hợp

Sau năm 1975, chuyện làm ăn của Mã Ngưu từ chỗ bất lợi sang lụn bại hẳn, cuối cùng y mất hết sản nghiệp và vợ con, phải lẩn ra ngoại ô tính kế buôn lậu và móc nối với các phần tử chống phá chính quyền.
Nhân cơ hội băng Mã Ngưu thất thế, Thục Oanh đi thẳng tới đồn công an tố cáo y. Ông đồn trưởng ban đầu vô cùng kinh ngạc vì xưa nay chưa có chuyện vợ tố giác chồng bao giờ, sau đó lật lại những hồ sơ liên đới nhân vật này. Ông tìm gặp các thanh tra viên chế độ cũ từng quan tâm tới Mã Ngưu, được biết một cựu cảnh sát viên từng nuôi ý định triệt tận gốc đế chế kinh tài Mã Ngưu, nhưng vì thượng cấp nhận hối lộ của y nên ngó lơ, thậm chí suýt thải hồi. Qua vị này, chân tướng Mã Ngưu bị vạch trần, vị đồn trưởng bèn lập tổ chuyên án đặc biệt.
Mặc dù đã hết thời, nhưng tiềm lực Mã Ngưu vẫn đủ gây ra những vụ tống tiền kinh hoàng. Hành tung y lúc này thoắt ẩn thoắt hiện khiến sở công an không làm gì được. Với nguồn kinh tài và võ khí dư dật, y lại tuyển mộ đàn em rất đông. Trong đám này dần nổi lên một tay anh chị trẻ tuổi mà võ nghệ cao cường, Mã Ngưu có ý huấn luyện hắn làm trợ thủ đắc lực nhất băng.
Trong một phi vụ buôn thuốc phiện xuyên biên giới, băng Mã Ngưu bị công an phục kích, y bèn nổ súng cho thuộc hạ chạy tán loạn để mình thoát thân. Cùng đường, Mã Ngưu chạy đi tìm tên trợ thủ, gàn hắn tại sao không ứng cứu để mất mối lợi triệu đô. Bất ngờ tên này giở võ khóa tay y, công an ập vào bắt. Lúc đó Mã Ngưu mới vỡ lẽ người này là công an chìm với bí danh X30 mà đàn em thân tín không ít lần cảnh báo.
Gia đình Quách Vương, Thục Oanh và Bé Tí được trùng phùng. Ông trưởng ban chuyên án hứa tìm cách đưa Quách Vương đi chữa mắt.

## Văn hóa
Vụ án Mã Ngưu trực tiếp phát xuất từ chuyên án triệt phá băng buôn lậu Tín Mã Nàm, đương thời nhân vật Mã Ngưu thường được liệt vào dạng "phản diện đen" để đối lập Bạch Hải Đường (phản diện trắng), nghĩa là không từ bất cứ thủ đoạn nào và cũng bất chấp luân thường đạo lý để đạt cho kì mục đích.
Ngay khi vừa công bố, tuồng cải lương này chiếm kỉ lục về doanh thu và mức quan tâm của khán giả Sài Gòn, cũng góp công đưa đôi nghệ sĩ Châu Thanh (Quách Vương) - Phượng Hằng (Thục Oanh) lên hạng sao. Kịch bản áp dụng những kĩ thuật và giai điệu hoàn toàn mới bấy giờ thay vì mượn lại lối diễn truyền thống, đồng thời khéo cài những đoạn luyến láy dài hơi để tận dụng sở trường của nữ ca sĩ Phượng Hằng. Vì thế, sau bà không còn ca sĩ nào diễn trọn vẹn được vai Thục Oanh.
Năm 1988, Hãng phim Giải Phóng phối hợp đạo diễn Lê Hoàng Hoa (Khôi Nguyên) và kịch tác gia Võ Duy Linh chuyển thể kịch Vụ án Mã Ngưu thành phim truyền hình 3 tập mang tên Đằng sau một số phận. Trong phiên bản điện ảnh, bối cảnh bắt đầu từ thời điểm sau 1975, ca sĩ Thục Nhàn (Thanh Lan) tới sở công an tố cáo chồng hờ là Tín Mã Nàm (Trần Quang), bổ sung các nhân vật như đội phó tổ trọng án, con gái ông đội trưởng, người tình của chàng mật cảnh, nữ điệp viên có tài hóa trang, cùng nhiều dân anh chị người Hoa trong khu Chợ Lớn. Truyện phim kết thúc bằng cái chết của nữ điện tín viên sở công an.
Do hiệu ứng tích cực của tuồng này, cái tên Mã Ngưu được dân gian liên hệ với thành ngữ đầu trâu mặt ngựa để phiếm chỉ những kẻ côn đồ hoặc có hành vi hung bạo.

## Liên kết
1. 1 2  NSƯT Phượng Hằng tái hiện Vụ án Mã Ngưu trên sân khấu
2. 1 2  Nghệ sĩ Châu Thanh "đứng tim" khi nghe con gái hát cải lương
3. ↑  Rối nùi truyện tác quyền
4. ↑  Tướng cướp huyền thoại ở Sài Gòn
5. ↑  Nữ nghệ sĩ "trúng số độc đắc" từ Vụ án Mã Ngưu
6. ↑  Giới thiệu phim Đằng sau một số phận
7. ↑  Tầm nã đảng cướp mã ngưu

- Cựu đội trưởng săn bắt cướp nổi tiếng Sài Gòn vừa qua đời
- Đại tá Phan Thanh - Một huyền thoại SBC
- Đại tá Ba Tung: Lẫy lừng trang viết, bi kịch trang đời
- Chặt đứt một đường dây buôn ma túy cực lớn
- Sao nối ngôi: Hậu duệ chật vật trong cái bóng cha chú